# بيرنهارد فوسيك
بيرنهارد فوسيك (بالألمانية: Bernhard Fucik)‏ (26 سبتمبر 1990 بفينر نويشتات في النمسا - ) هو لاعب كرة قدم نمساوي في مركز الهجوم. لعب مع أدميرا فاكر مودلينغ وفيرست فيينا.

## وصلات خارجية
- بيرنهارد فوسيك على موقع قاعدة بيانات كرة القدم.إي يو (الإنجليزية)
- بيرنهارد فوسيك على موقع بيانات كرة القدم. دي إي (الألمانية)
- بيرنهارد فوسيك على موقع Soccerway.com (الإنجليزية)
- بيرنهارد فوسيك على موقع عالم كرة القدم.نت (الإنجليزية)